# Geraldine Ferraro

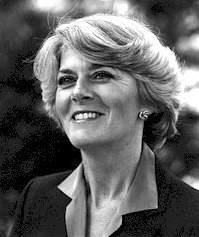
Geraldine Ferraro als Kongressabgeordnete (1979–1985)

Geraldine Anne Ferraro (* 26. August 1935 in Newburgh, Orange County, New York; † 26. März 2011 in Boston, Massachusetts) war eine US-amerikanische Politikerin der Demokratischen Partei und Abgeordnete im Repräsentantenhaus der Vereinigten Staaten. Sie war bei der US-Wahl im Jahr 1984 der erste weibliche Kandidat einer großen US-Partei für die Vizepräsidentschaft.

## Leben
Geraldine Ferraro, die italienischer Abstammung war, besuchte bis 1952 die Marymount School in Tarrytown. Das Marymount College in New York City verließ sie 1956 mit einem Abschluss als Bachelor of Arts. An der Law School der Fordham University in New York wurde ihr 1960 der Abschluss als Juris Doctor verliehen. Von 1974 bis 1978 war sie Lehrerin, Anwältin und Mitglied des Staatsanwaltsbüros im Queens County.
Ferraro wurde 1978 für die Demokraten im 9. Kongresswahlbezirk von New York in das US-Repräsentantenhaus gewählt. Mit der zweimaligen Wiederwahl dauerte ihre Amtszeit vom 3. Januar 1979 bis zum 3. Januar 1985. Sie gehörte den Ausschüssen für öffentliche Aufgaben (Public Works Committee), Finanzen (Budget Committee) und Post (Post Office Committee) an.
Im Vorfeld der Präsidentschaftswahl 1984 wählte sie der ehemalige Vizepräsident Walter Mondale als seinen Running Mate für das Amt der Vizepräsidentin, während er als Präsident kandidierte. Sie war zwar nicht die erste Kandidatin für die Vizepräsidentschaft, da sich 1884 schon Marietta Stow um das Amt beworben hatte, aber die erste Kandidatin einer der großen Parteien. Die guten Umfragewerte, die Mondale erhielt, als er sie kürte, hielten nicht bis November an, und sie wurden erdrutschartig von den damaligen Amtsinhabern, Präsident Ronald Reagan und Vizepräsident George Bush, besiegt.
Nach der Niederlage von 1984 führte sie zwei erfolglose Wahlkämpfe, um Mitglied des US-Senats zu werden, erhielt jedoch in keinem der beiden Fälle die Nominierung ihrer Partei zur Kandidatur: 1992 unterlag sie Robert Abrams knapp mit rund 10.000 Stimmen Unterschied, was im Gesamtergebnis einen Rückstand von einem Prozentpunkt bedeutete; 1998 verlor sie dann deutlich gegen Charles Schumer. In den Jahren von 1988 bis 1992 war sie Fellow des Institute of Politics der John F. Kennedy School of Government an der Harvard University. Während der Präsidentschaft von Bill Clinton war sie von 1993 bis 1996 ständiges Mitglied der UN-Menschenrechtskommission. Sie war Präsidentin des International Institute for Women’s Political Leadership.
Während des Präsidentschaftswahlkampfs 2008 trat sie als Mitglied des Wahlkampfteams von Hillary Clinton zurück, nachdem sie über Barack Obama die Äußerung getätigt hatte, er würde nur dort stehen, wo er stehe, weil er ein Mann sei, der nicht weiß sei.
Ferraro hat mehrere Bücher veröffentlicht, das erste war ihre Autobiographie Ferraro: My Story aus dem Jahr 1985. In ihrem zweiten Buch Changing History: Women, Power and Politics hat sie 1993 eine Sammlung ihrer Reden veröffentlicht. 1998 hat sie unter dem Titel Framing a Life: A Family Memoir die Lebensgeschichte ihrer eingewanderten Mutter beschrieben.
Ferraro war mit dem Immobilienmakler John Zaccaro verheiratet und hatte mit ihm drei Kinder. Sie starb an Knochenkrebs.
In einem Statement würdigte Präsident Barack Obama Ferraros Kampf für die Gleichberechtigung der Frau. Ihrer Karriere und ihren Idealen sei es zu verdanken, dass seine Töchter Sasha und Malia in einem gerechteren Land aufwüchsen.

## Zitat
Anlässlich des Scheiterns von Mondale und Ferraro bei der Präsidentschaftswahl meinte sie:

„Wahlkämpfe, auch wenn man sie verliert, dienen einem Zweck. Meine Kandidatur hat gezeigt, dass die Tage der Diskriminierung gezählt sind. Amerikanische Frauen werden nie wieder Bürger zweiter Klasse sein.“